# Paška vas
Paška vas je naselje v Občini Šmartno ob Paki.